# Cantalao

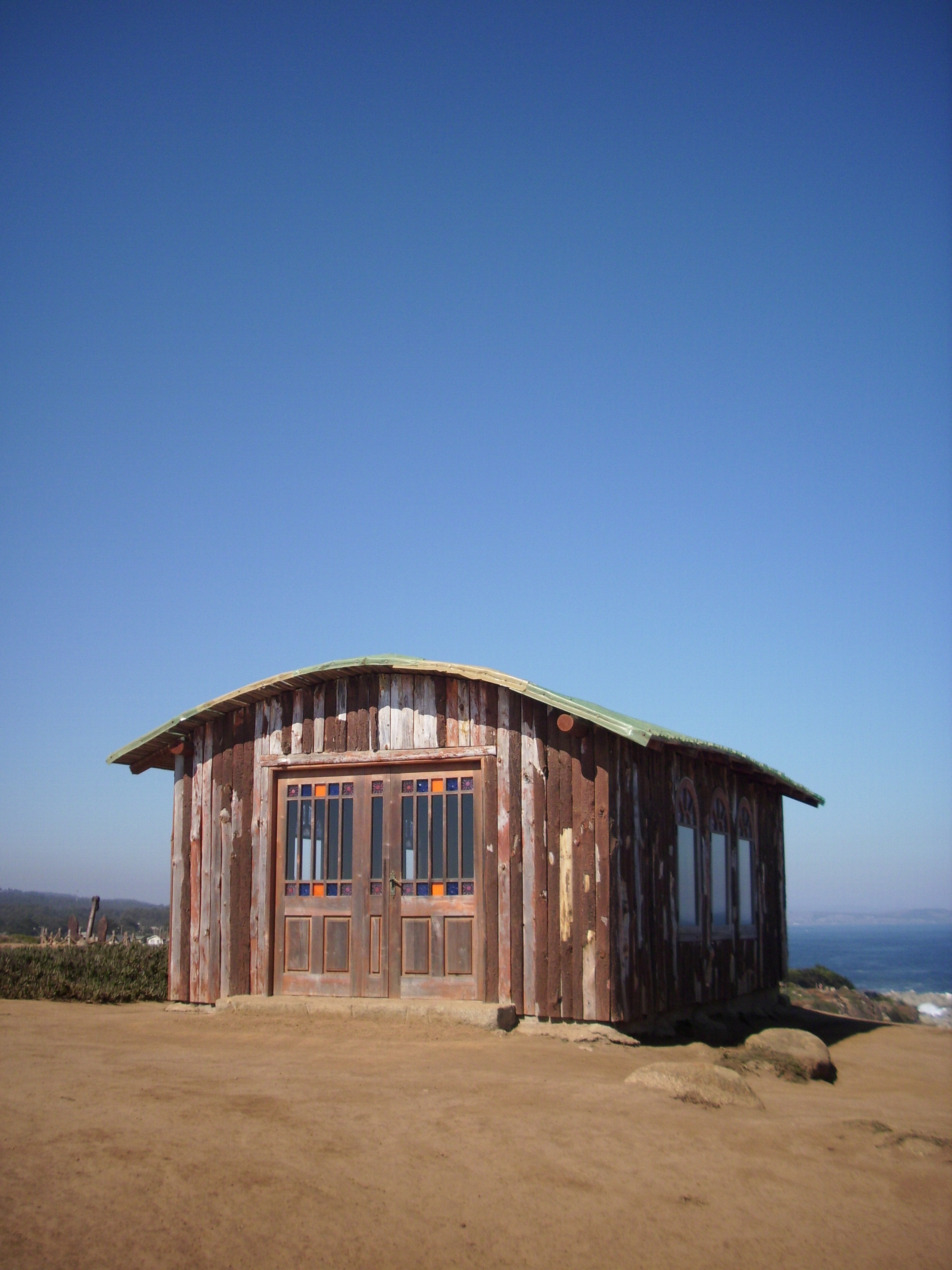
La cabaña con puertas y ventanas de colores fue construida por Pablo Neruda para tomar «posesión poética» de Cantalao.

Cantalao es un proyecto impulsado por el poeta chileno Pablo Neruda para desarrollar un área dedicada a la cultura como legado al pueblo de Chile. Está ubicado en el sector de Punta de Tralca, en la comuna de El Quisco, Región de Valparaíso.

## Historia

### Origen del proyecto

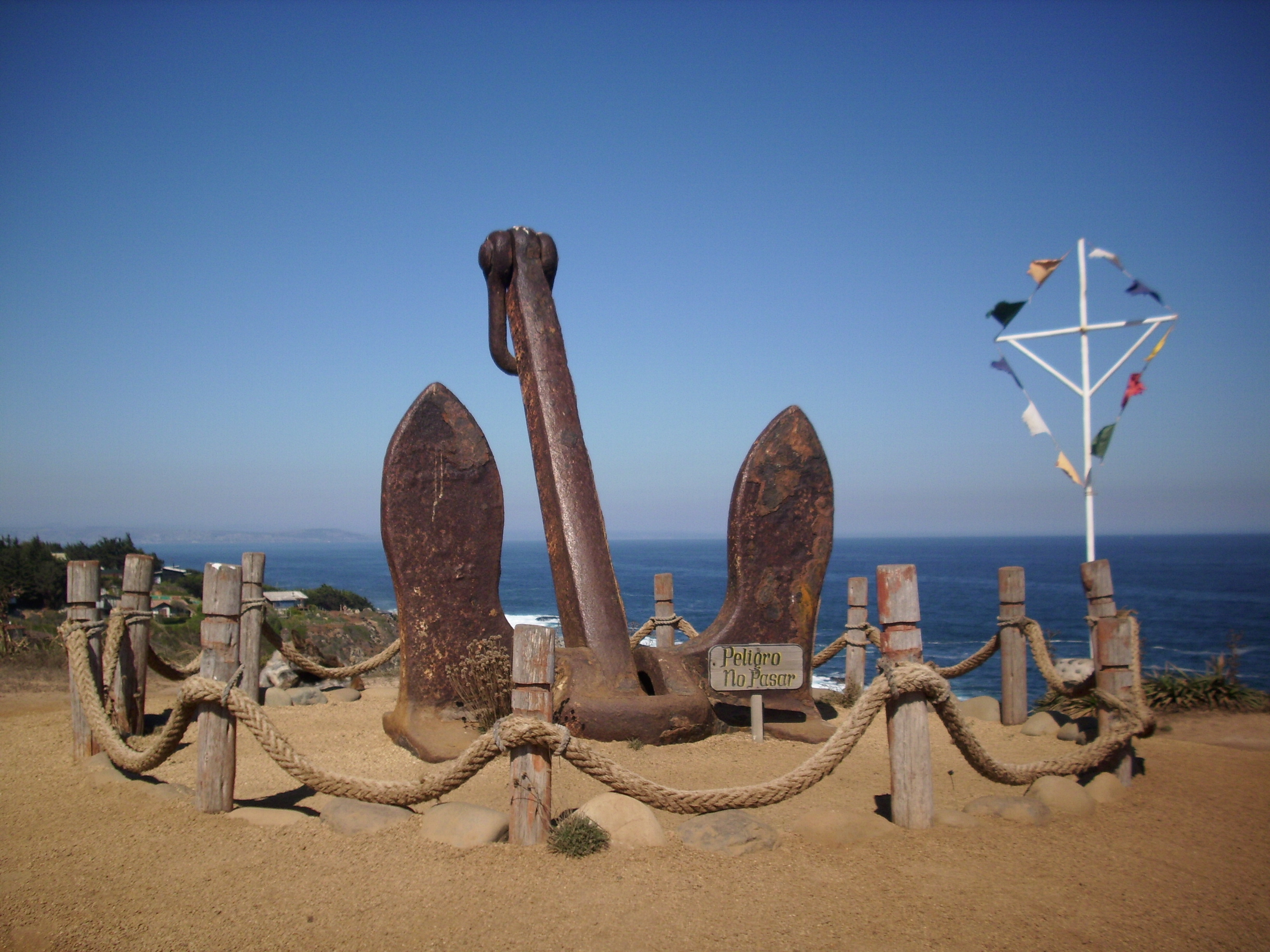
El ancla de Cantalao simboliza la intención de Neruda de permanecer en ese lugar.

Neruda planeó una Fundación de Beneficencia que bautizaría como «Cantalao» para que se ubicara en entre Isla Negra y El Quisco, propiedad del poeta. Su objetivo era becar a los futuros artistas de la nación, para así mantener el renombre de Chile en las altas esferas de la cultura, donde estaba el país gracias al poeta.
Con este fin, Pablo Neruda adquirió el terreno de 4,3 hectáreas al Seminario Pontificio en 1968. Lo hizo a través de su secretario Homero Arce Cabrera cancelando la suma de 65 600 escudos. El terreno era el número 22 del Loteo Punta de Tralca, que deslindaba al sur con el Océano Pacífico y la «Cueva del Querol» (también conocida como la «Cueva del Pirata»), al poniente con el mar y otros terrenos, al norte con otros vecinos y al oriente con la calle Piedra del Trueno.

### Donaciones y planeamiento
Neruda legó su casa de Isla Negra al Partido Comunista de Chile y la zona de Punta de Tralca al pueblo de Chile para que se desarrollase una entidad sin fines de lucro que tuviera como objetivo principal la difusión de las letras, las artes y las ciencias, objetivos que, para cumplirlos, hacían preciso habilitar dependencias donde se reunirían los escritores, artistas, científicos e investigadores.
También se consultó la idea de construir en el terreno locales para una exposición permanente, un acuario, un teatro y otras obras que permitieran el mejor desarrollo de las finalidades numeradas.
En 1971, el entonces presidente de Chile, Salvador Allende, nombró a Neruda Embajador de Chile en Francia y es allí donde se le comunicó que obtuvo el Premio Nobel de Literatura de ese año. En Chile se reunieron varias personas de las localidades en las que Neruda mantenía casas y se formó la «Comisión Isla Negra-Pablo Neruda», destinada a generar obras que vincularan a Neruda con Isla Negra y lo ayudaran a realizar Cantalao. Se generaron comisiones técnicas presididas por los arquitectos Miguel Lawner y Jorge Wong y el ingeniero Helmuth Stuven, tras lo cual la Corporación de Mejoramiento Urbano se responsabilizó de los proyectos Plaza y Parque Pablo Neruda en Isla Negra.

### Durante la dictadura militar
El martes 11 de septiembre de 1973, la democracia fue interrumpida por un Golpe de Estado en Chile que dio inicio a una dictadura militar. Las obras que se habían iniciado en Isla Negra, Parque y Plaza fueron paralizadas y destruidas. Las nuevas autoridades de la Corporación de Mejoramiento Urbano, además de perseguir y encarcelar a los altos ejecutivos, destruyeron los planos de las obras emblemáticas del período de Salvador Allende.

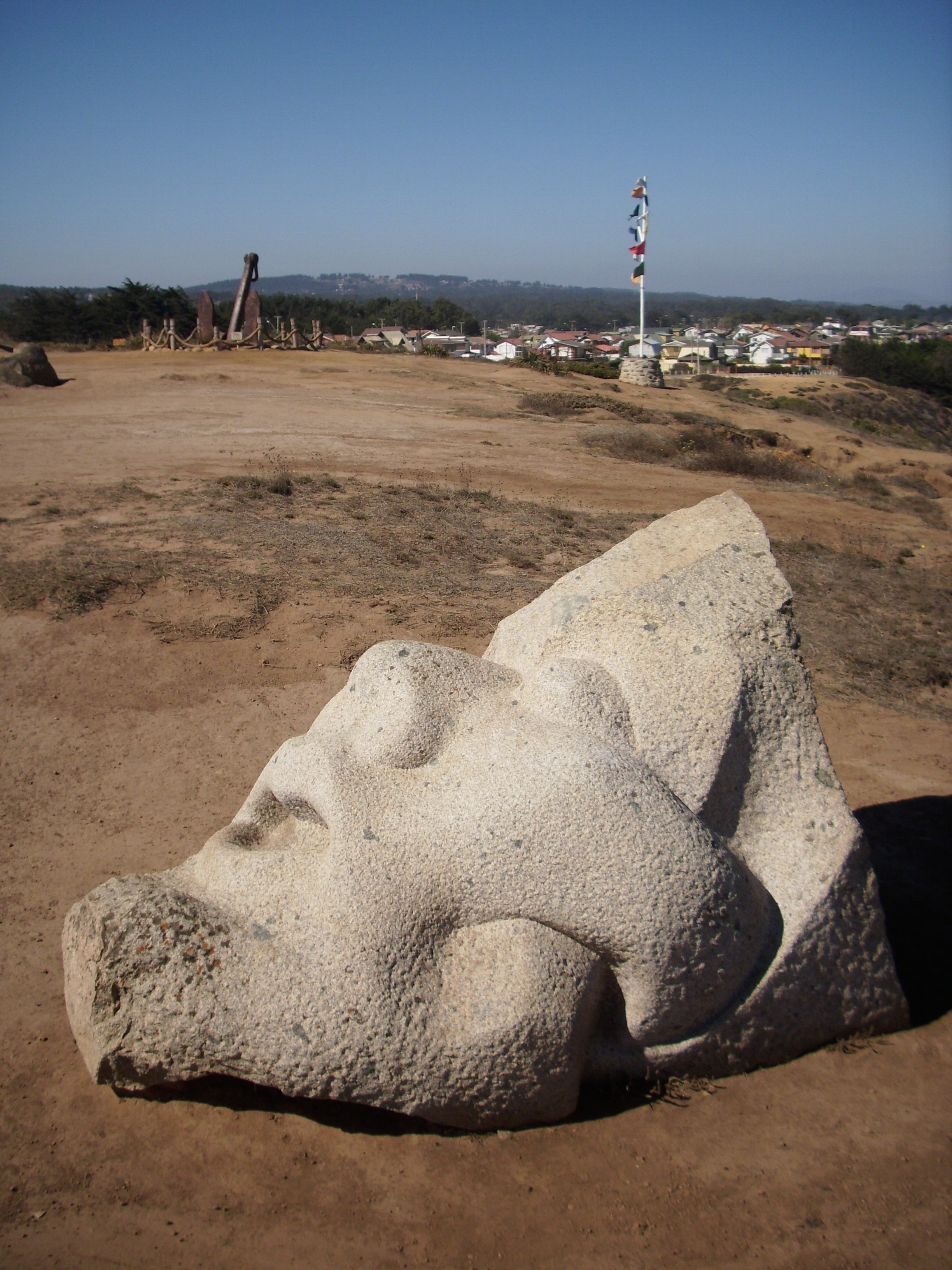
Una de las esculturas de piedra instaladas en Cantalao.

En 1987, se organizó un evento para revivir la cultura en Chille que se llamó «Chile Vive». Un grupo de jóvenes escultores de España, Gran Bretaña, Colombia, Japón y Chile, organizados en un simposio en la Provincia de Maule por el escultor chileno Francisco Gazitúa, esculpieron nueve esculturas de gran tamaño en piedra inspiradas en el Canto General, que se instalaron en Cantalao con el auspicio de la Fundación Pablo Neruda, el Instituto de Cooperación Iberoamericano y el Consejo Británico, entre otros.

### Retorno a la democracia y actualidad
En el marco de la octava Bienal de Arquitectura de 1991, apenas regresados a la democracia, se generó el Concurso Internacional de Arquitectura, que se dividiría de la siguiente forma:
- La Fundación aportaba el terreno.
- El Colegio de Arquitectos, el proyecto.
- El Gobierno de Chile el financiamiento necesario.

El primer lugar lo obtuvieron los arquitectos chilenos Hugo Molina y Gloria Barros, pero el financiamiento nunca se concretó así que se consideraron otras opciones.
En 2017 se estrenó el documental Cantalao: El secuestro de un legado, producido por Recta Provincia y dirigido por Diego del Pozo, el cual indaga en el destino post mortem de Pablo Neruda y en lo sucedido con su última voluntad: La Fundación Cantalao.